# Giải bóng đá vô địch quốc gia Tajikistan 2001
Giải bóng đá vô địch quốc gia Tajikistan là giải bóng đá cao nhất của Liên đoàn bóng đá Tajikistan, thành lập năm 1992. Đây là thống kê của Giải bóng đá vô địch quốc gia Tajikistan mùa giải 2001.

## Bảng xếp hạng
| VT | Đội                     | ST | T  | H | B  | BT | BB | HS  | Đ  |
| -- | ----------------------- | -- | -- | - | -- | -- | -- | --- | -- |
| 1  | Regar-TadAZ (C)         | 18 | 16 | 2 | 0  | 58 | 9  | +49 | 50 |
| 2  | Panjshir                | 18 | 11 | 5 | 2  | 38 | 23 | +15 | 38 |
| 3  | CSKA Pamir Dushanbe     | 18 | 9  | 5 | 4  | 29 | 19 | +10 | 32 |
| 4  | Varzob Dushanbe         | 18 | 9  | 4 | 5  | 39 | 26 | +13 | 31 |
| 5  | Khujand                 | 18 | 7  | 6 | 5  | 36 | 22 | +14 | 27 |
| 6  | Poisk Dushanbe          | 18 | 7  | 2 | 9  | 27 | 39 | −12 | 23 |
| 7  | Vakhsh Qurghonteppa     | 18 | 4  | 3 | 11 | 16 | 26 | −10 | 15 |
| 8  | Umed Dushanbe           | 18 | 2  | 8 | 8  | 24 | 33 | −9  | 14 |
| 9  | Khoja Karimov Gazimalik | 18 | 3  | 4 | 11 | 22 | 39 | −17 | 13 |
| 10 | Bofanda Dushanbe        | 18 | 1  | 3 | 14 | 17 | 70 | −53 | 6  |

## Vua phá lưới
| Thứ hạng | Cầu thủ           | Câu lạc bộ  | Bàn thắng |
| -------- | ----------------- | ----------- | --------- |
| 1        | Pirmurad Burhanov | Regar-TadAZ | 19        |
| 2        | Rabiyev           | Regar-TadAZ | 12        |
| 3        | Kassirov          | Khuja Karim | 10        |